# Heorhij Pyssarenko
Heorhij Stepanowytsch Pyssarenko (englische Transkription aus dem Russischen: Georgy Stepanovich Pisarenko; * 30. Oktoberjul. / 12. November 1910greg. in Poltawa, Russisches Kaiserreich; † 9. Januar 2001 in Kiew, Ukraine) war ein sowjetisch-ukrainischer Bauingenieur.

## Leben
Pyssarenko stammte aus einer Kosakenfamilie und studierte Schiffbau am Industrie-Institut in Gorki mit dem Abschluss 1936. Ab 1939 war er zu weiteren Studien am Polytechnikum in Kiew, an dem er 1948 promoviert wurde. Außerdem war er ab 1939 am Institut für Baustatik der Akademie der Wissenschaften der Ukrainischen SSR, das er 1966 bis 1988 leitete. 1952 bis 1984 leitete er die Abteilung Festigkeitslehre am Polytechnikum in Kiew.
Er gründete eine international bekannte Schule der Festigkeitslehre, insbesondere forschte er seit seiner Dissertation über Festigkeit unter extremen Bedingungen.
1957 wurde er korrespondierendes und 1964 volles Mitglied der Ukrainischen Akademie der Wissenschaften. 1962 bis 1966 war er deren Generalsekretär und 1970 bis 1978 deren Vizepräsident. Im wurde der Leninorden verliehen, 1969 und 1980 erhielt er den Staatspreis der Ukraine und 1982 den sowjetischen Staatspreis.

## Schriften
- mit V. N. Rudenko, G. N. Tretyachenko: High Temperature Strength of Materials, Jerusalem. Scientific Translations, 1969 (zuerst russisch in Kiew 1966)
- mit anderen: Festigkeit und Tragwerke unter extremen Bedingungen (russisch). 2 Bände. Kiew 1980.